# Val de Louyre et Caudeau
Val de Louyre et Caudeau ist eine französische Gemeinde mit 1.592 Einwohnern (Stand: 1. Januar 2022) im Zentrum des Départements Dordogne in der Region Nouvelle-Aquitaine. Die Gemeinde gehört zum Arrondissement Périgueux und zum Périgord Central.
Sie entstand mit Wirkung vom 1. Januar 2017 als Commune nouvelle durch die Zusammenlegung der ehemaligen Commune nouvelle  Sainte-Alvère-Saint-Laurent Les Bâtons und der früheren Gemeinde Cendrieux. In der neuen Gemeinde üben alle ursprünglich selbstständigen Gemeinden den Status einer Commune déléguée aus. Der Verwaltungssitz befand sich im Ort Sainte-Alvère.

## Gliederung
| Ortsteil                        | ehemaliger INSEE-Code | Fläche (km²) | Einwohnerzahl (2022) |
| ------------------------------- | --------------------- | ------------ | -------------------- |
| Sainte-Alvère (Verwaltungssitz) | 24362                 | 32,42        | 779                  |
| Cendrieux                       | 24092                 | 30,23        | 595                  |
| Saint-Laurent-des-Bâtons        | 24435                 | 19,47        | 218                  |

## Geographie
Val de Louyre et Caudeau liegt etwa 30 Kilometer südsüdöstlich von Périgueux und etwa 20 Kilometer ostnordöstlich von Bergerac. In der Gemeinde entspringen der Louyre und der Caudeau.

## Sehenswürdigkeiten
- Schloss Saint-Maurice aus dem 14./15. Jahrhundert
- Reste der Burg von Sainte-Alvère aus dem 13. Jahrhundert, seit 1949 als Monument historique eingeschrieben
- Schloss La Pommerie in Cendrieux aus dem 18./19. Jahrhundert, seit 2002 als Monument historique eingeschrieben
- Kirche Saint-Pierre-ès-Liens in Sainte-Alvère aus dem 18. Jahrhundert, seit 1995 als Monument historique eingeschrieben
- Kirche Saint-Maurice aus dem 16. Jahrhundert
- Kirche Saint-Laurent aus dem 19. Jahrhundert
- Kirche Saint-Jean-Baptiste in Cendrieux, Wehrkirche aus dem Mittelalter, seit 1925 als Monument historique eingeschrieben

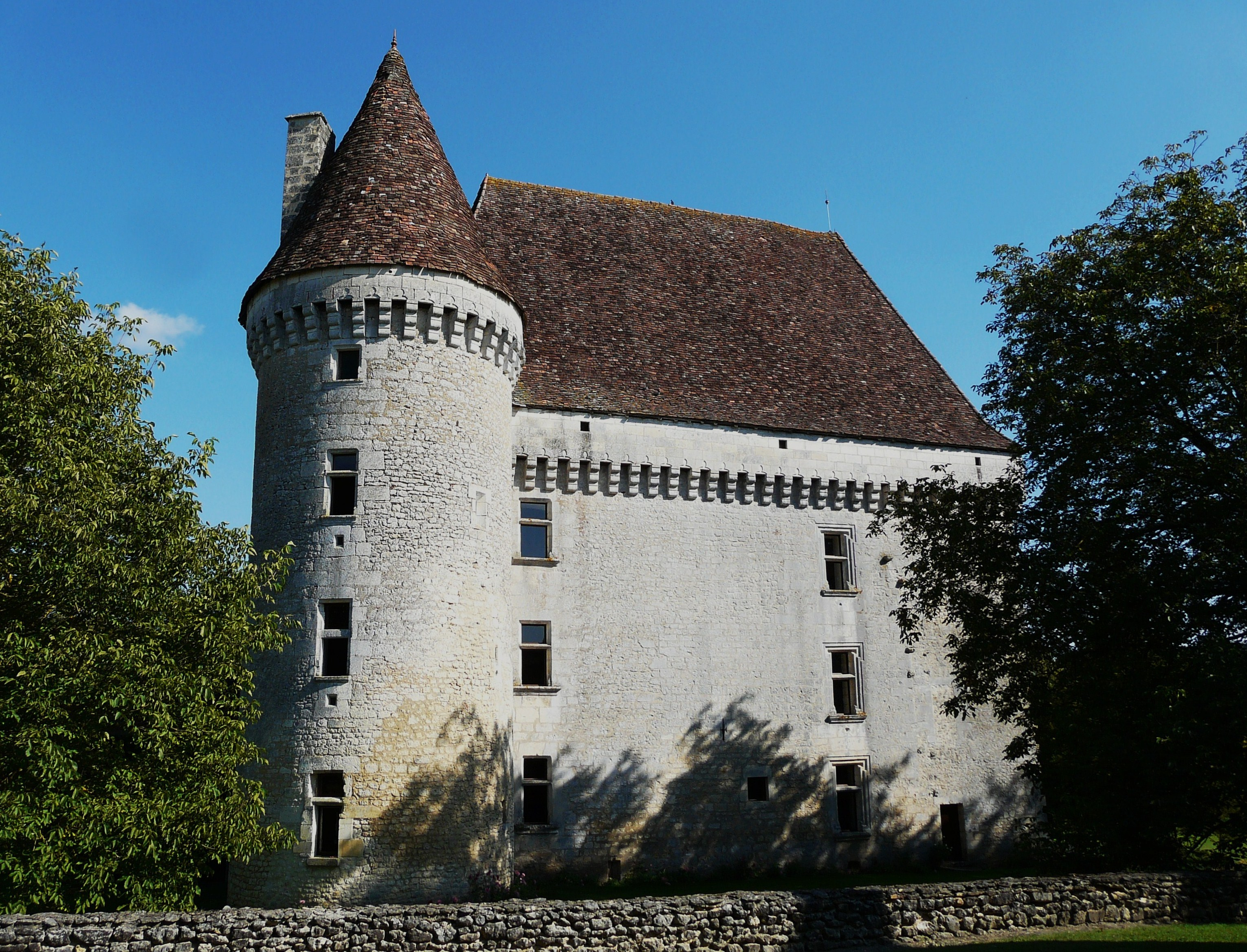
Schloss Saint-Maurice
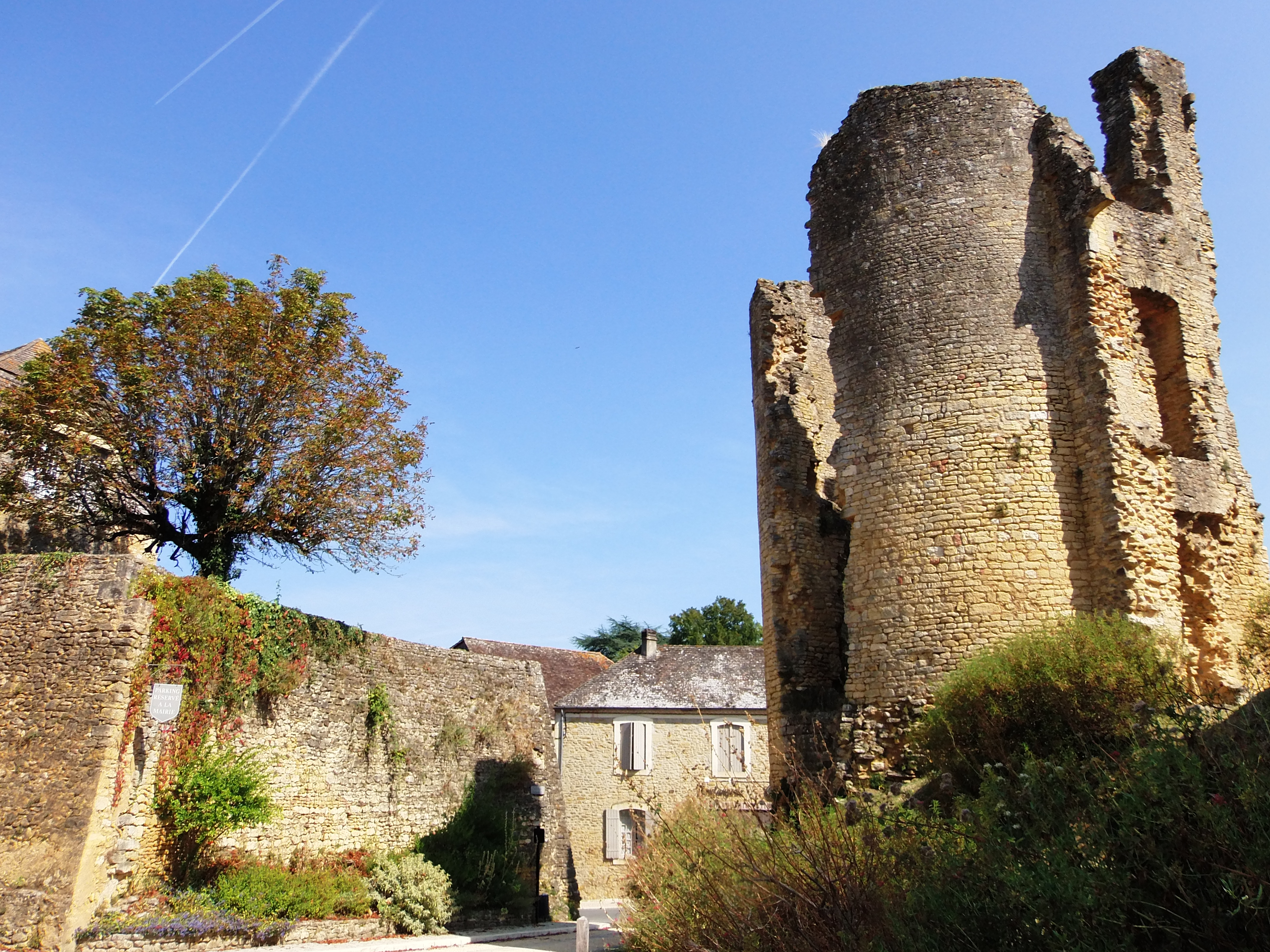
Donjon der Burg von Sainte-Alvère
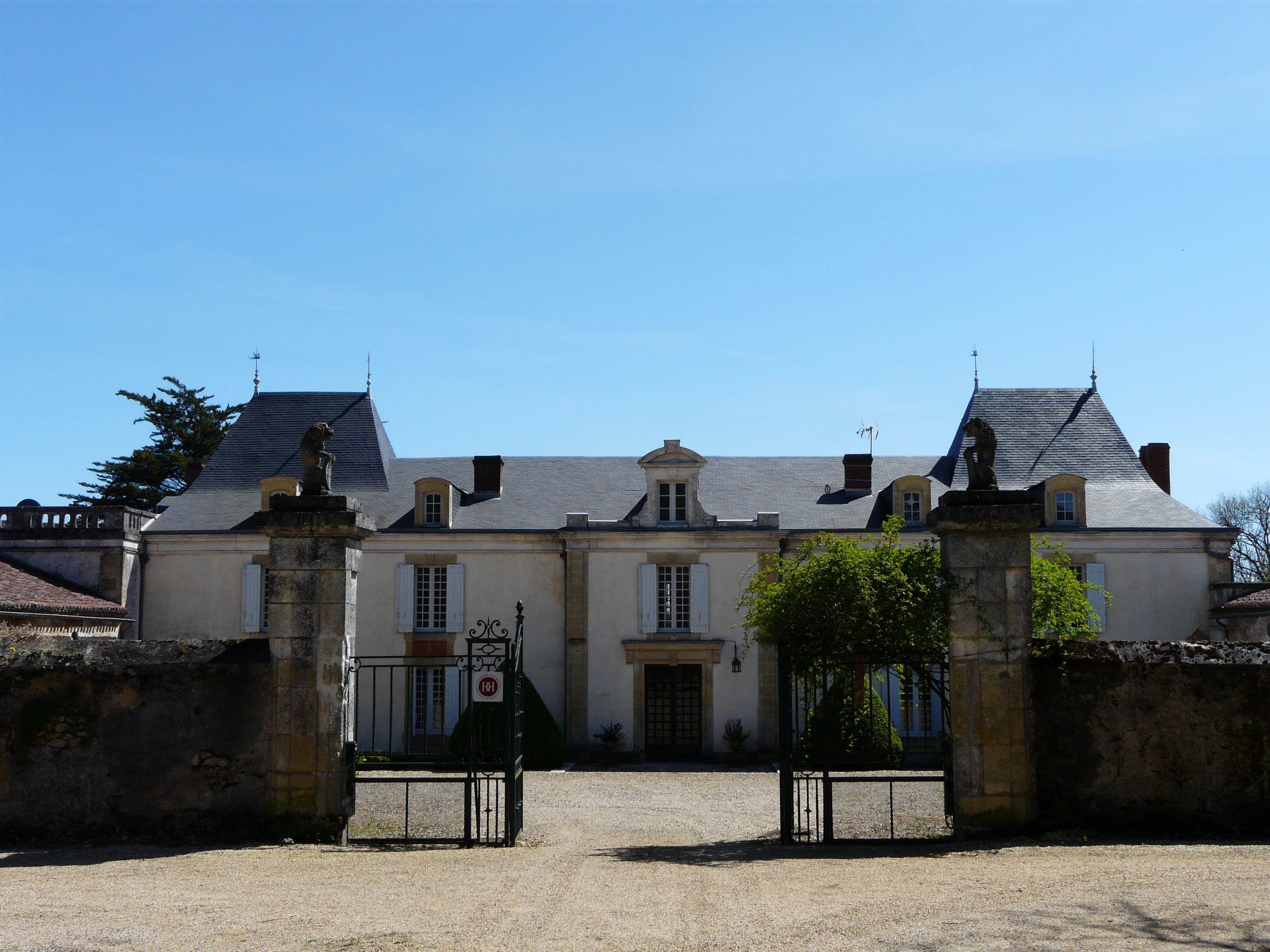
Schloss La Pommerie
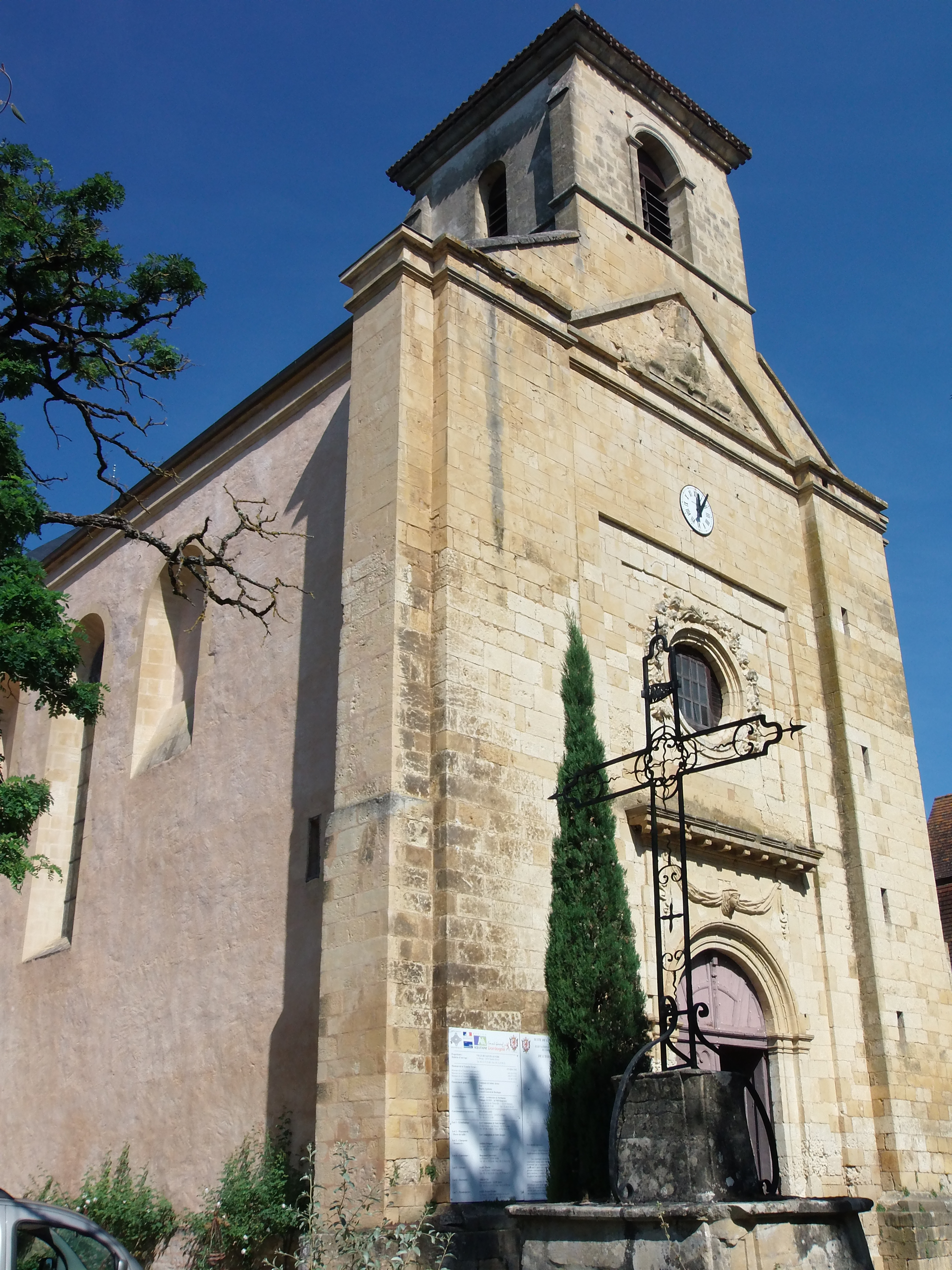
Kirche Saint-Pierre-ès-Liens
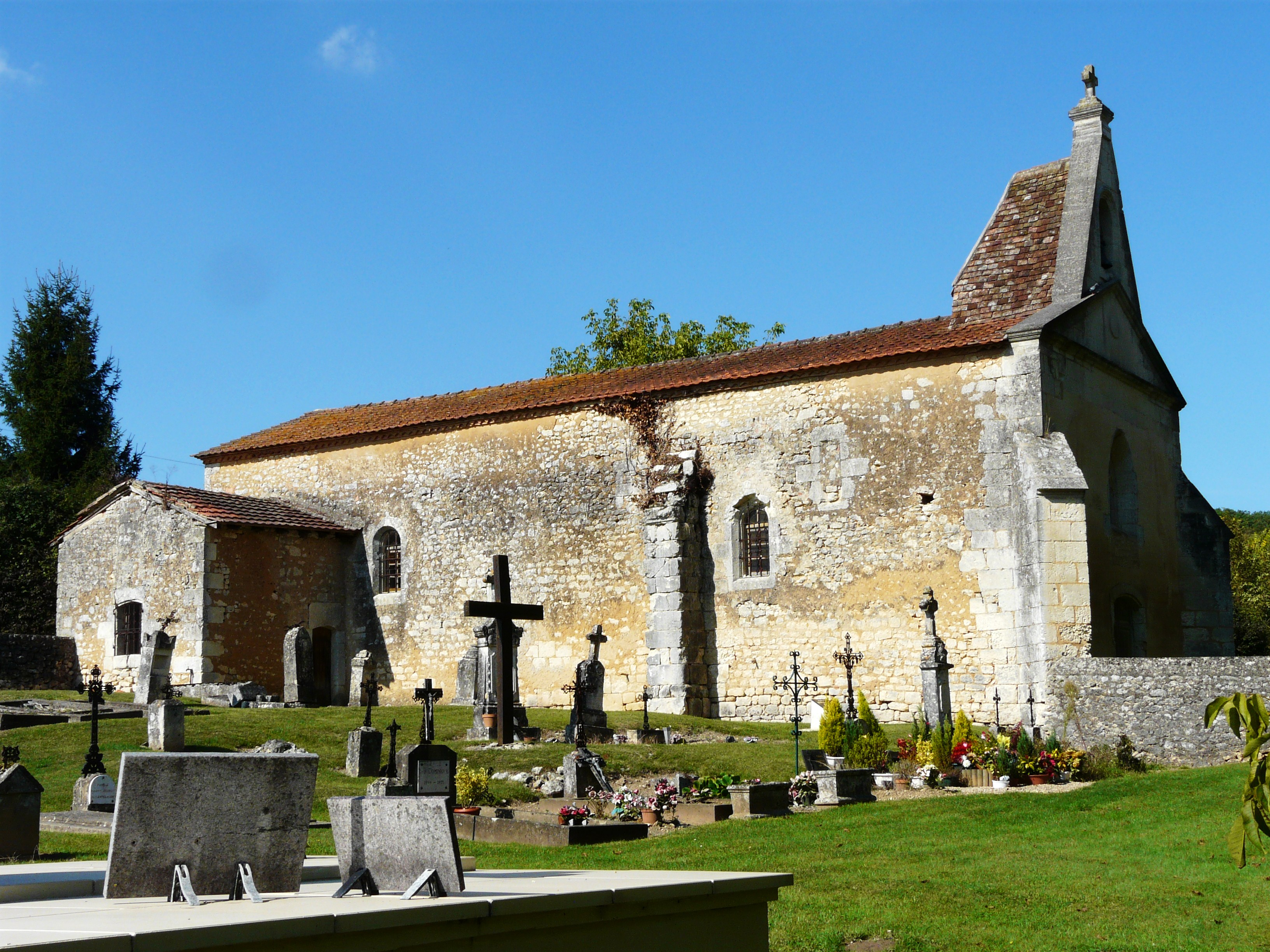
Kirche Saint-Maurice
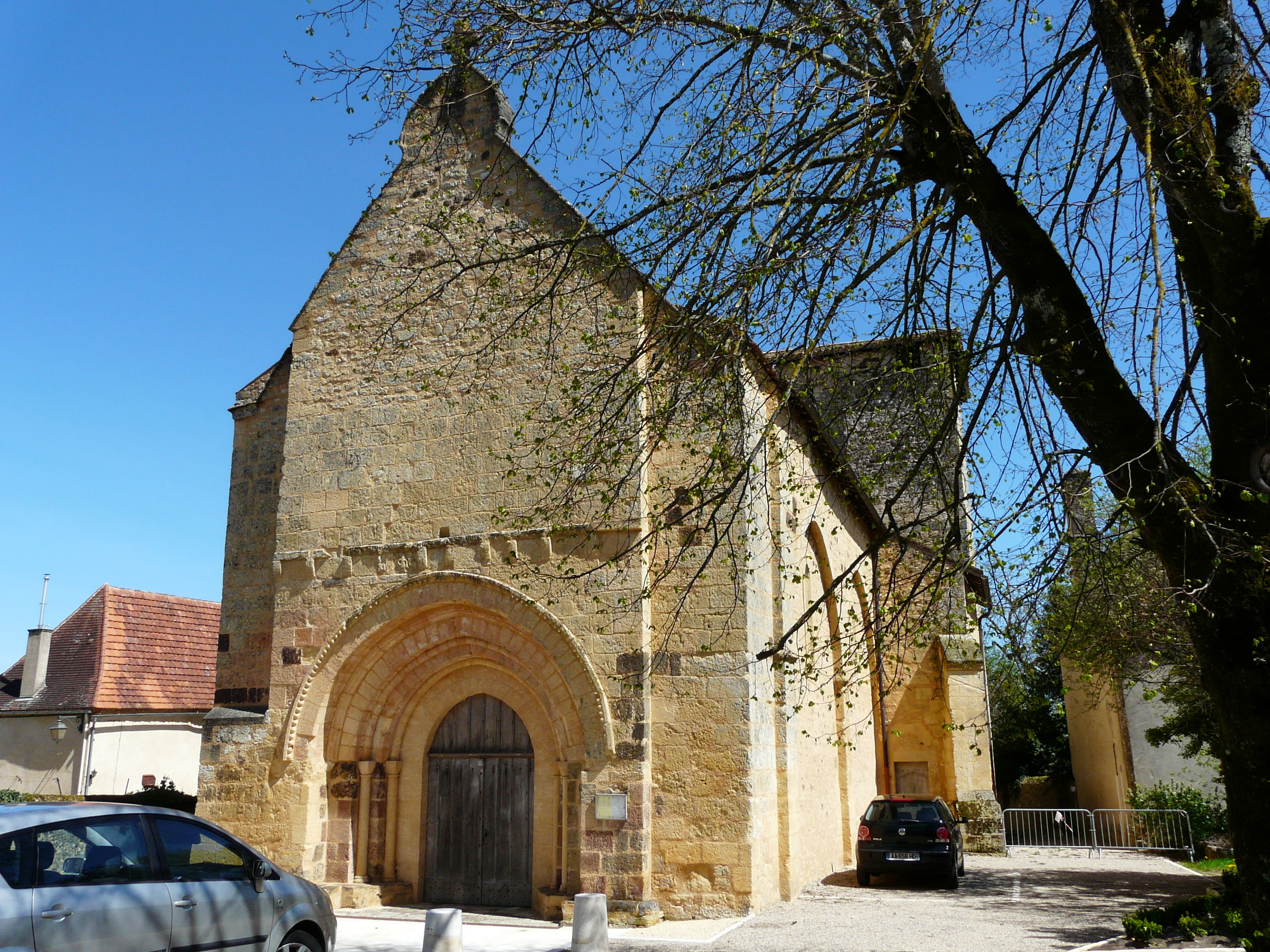
Kirche Saint-Jean-Baptiste